# 1927-es magyar teniszbajnokság
Az 1927-es magyar teniszbajnokság a huszonkilencedik magyar bajnokság volt. A bajnokságot szeptember 3. és 11. között rendezték meg Budapesten, a MAC margitszigeti pályáján.

## Eredmények
| Versenyszám  | Arany                                                    | Arany | Ezüst                                      | Ezüst | Bronz                                                                                                 | Bronz |
| ------------ | -------------------------------------------------------- | ----- | ------------------------------------------ | ----- | --- | ----- |
| Férfi egyéni | Kehrling Béla MAC                                        |       | Léonce Aslangul ?                          |       | George Patrick Hughes ?Takáts Imre MAC                                                                |       |
| Női egyéni   | Nelly Neppach Tennis Borussia Berlin                     |       | dr. Schréder Lászlóné BLKE                 |       | Krencsey Adél MACGöncz Lajosné MAC                                                                    |       |
| Férfi páros  | Kehrling Béla, dr. Pétery Jenő MAC                       |       | Pierre-Henri Landry , Kelemen Aurél ?, MAC |       | Donald Greig , George Patrick Hughes ?Gheorghe Lupu , Dörner László Hellas Arad                       |       |
| Vegyes páros | Kehrling Béla, Nelly Neppach MAC, Tennis Borussia Berlin |       | Donald Greig , Göncz Lajosné ?, MAC        |       | Pierre-Henri Landry , Krencsey Adél ?, MACGeorge Patrick Hughes , Josefina Lobkowiczová ?, DLTC Praha |       |